# Croton dracona
Espèce
Classification APG II (2003)
Croton dracona est une espèce de plantes à fleurs du genre Croton et de la famille des Euphorbiaceae, présente au nord de l'Argentine.